# Хуан Мануель Гуаясамін
Хуан Мануель Гуаясамін (ісп. Juan Manuel Guayasamin; нар. 1974) — еквадорський герпетолог, автор описання нових видів жаб та плазунів.

## Біологія
Гуаясамін народився в 1974 році в місті Кіто. Отримав ступінь доктора філософії в Університеті Канзасу у 2007 році. Він став професором і дослідником в Університеті Сан-Франциско де Кіто в Еквадорі. У 2016 році отримав нагороду Матильди Ідальго. Опублікував понад 90 наукових статей, у тому числі три книги. Його робота зосереджена на еволюції та збереженні неотропічного біорізноманіття, головним чином земноводних. Описав 6 родів скляних жаб, 55 видів земноводних і 11 видів плазунів, у тому числі двох геконів із Галапагоських островів.

## Деякі описані таксони
- Celsiella Guayasamin, Castroviejo-Fisher, Trueb, Ayarzagüena, Rada & Vilà, 2009
- Chimerella Guayasamin, Castroviejo-Fisher, Trueb, Ayarzagüena, Rada & Vilà, 2009
- Cochranella mache Guayasamin & Bonaccorso, 2004
- Espadarana callistomma (Guayasamin & Trueb, 2007)
- Espadarana Guayasamin, Castroviejo-Fisher, Trueb, Ayarzagüena, Rada & Vilà, 2009
- Hyalinobatrachiinae Guayasamin, Castroviejo-Fisher, Trueb, Ayarzagüena, Rada & Vilà, 2009
- Hyloscirtus sethmacfarlanei Reyes-Puig, Recalde, Recalde, Koch, Guayasamin, Cisneros-Heredia, Jost & Yánez-Muñoz, 2022
- Ikakogi Guayasamin, Castroviejo-Fisher, Trueb, Ayarzagüena, Rada & Vilà, 2009
- Noblella coloma Guayasamin & Terán-Valdez, 2009
- Nymphargus mixomaculatus (Guayasamin, Lehr, Rodríguez & Aguilar, 2006)
- Nymphargus wileyi (Guayasamin, Bustamante, Almeida-Reinoso & Funk, 2006)
- Osornophryne puruanta Gluesenkamp & Guayasamin, 2008
- Pristimantis aureolineatus (Guayasamin, Ron, Cisneros-Heredia, Lamar & McCracken, 2006)
- Pristimantis bicantus Guayasamin & Funk, 2009
- Pristimantis esmeraldas (Guayasamin, 2004)
- Pristimantis huicundo (Guayasamin, Almeida-Reinoso & Nogales-Sornosa, 2004)
- Pristimantis ortizi (Guayasamin, Almeida-Reinoso & Nogales-Sornosa, 2004)
- Rulyrana Guayasamin, Castroviejo-Fisher, Trueb, Ayarzagüena, Rada & Vilà, 2009
- Sachatamia Guayasamin, Castroviejo-Fisher, Trueb, Ayarzagüena, Rada & Vilà, 2009
- Vitreorana Guayasamin, Castroviejo-Fisher, Trueb, Ayarzagüena, Rada & Vilà, 2009